# Felix Petermann
Felix Petermann (* 11. April 1984 in Marktoberdorf) ist ein ehemaliger deutscher Eishockeyspieler (Verteidiger), der zuletzt in der Deutschen Eishockey Liga für den EHC Red Bull München spielte.

## Karriere
Beim EV Füssen durchlief Petermann die Jugendmannschaften und gehörte in der Saison 2000/01 erstmals zum Kader des Oberliga-Teams. Noch zwei weitere Jahre spielte der Linksschütze für seinen Heimatverein, wobei er in der Saison 2002/03 mit einer Förderlizenz der Nürnberg Ice Tigers ausgestattet, aber bei diesen noch nicht eingesetzt wurde. Anschließend blieb Petermann für die nächsten drei Jahre in der DEL bei den Ice Tigers. Seine Scoringwerte verbesserte er in dieser Zeit stetig, scheiterte aber mit den Nürnbergern jeweils in der ersten Runde der Play-offs. Zur Saison 2006/07 unterschrieb der Verteidiger einen Vertrag bei den Adler Mannheim, mit denen er 2007 die deutsche Meisterschaft gewann.

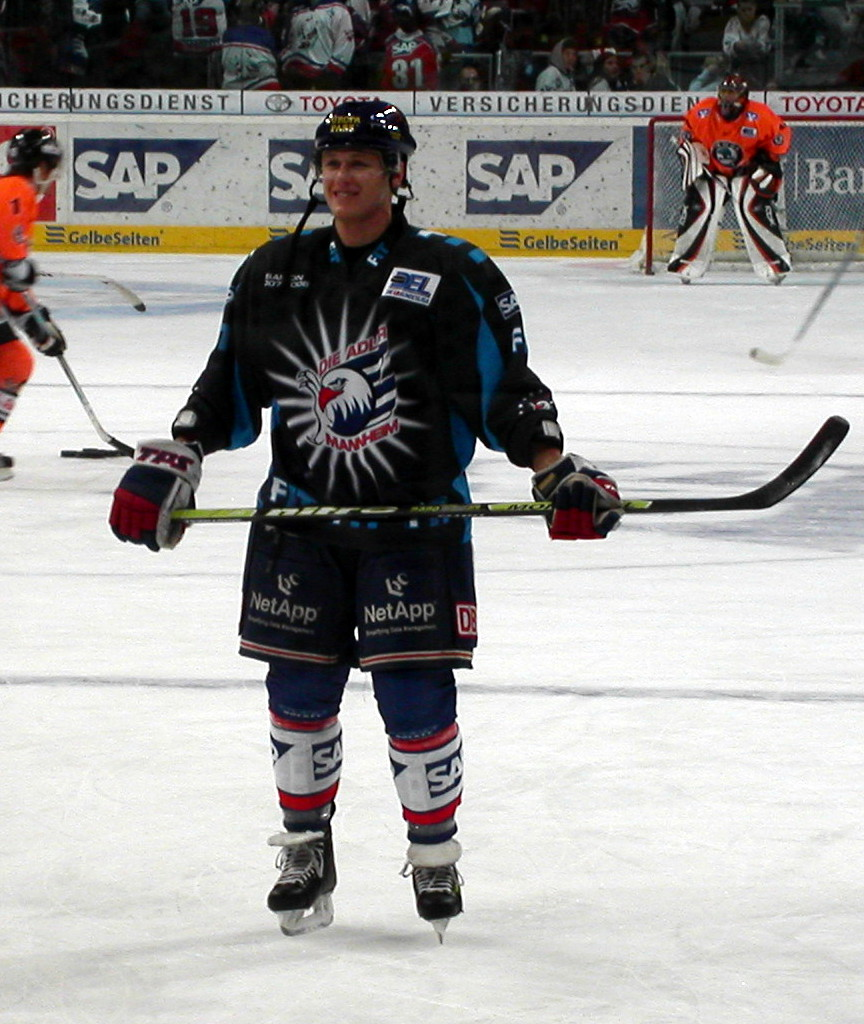
Felix Petermann vor einem Spiel der Adler Mannheim

Petermann unterschrieb im Februar 2010 einen Vertrag zur neuen Saison bei den Frankfurt Lions. Aufgrund der Insolvenz Frankfurts wechselte er zur Saison 2010/11 zum DEL-Aufsteiger EHC München.
In der Saison 2012/13 trug er im Wechsel mit Martin Buchwieser das „C“ als Mannschaftskapitän auf der Brust.
Im März 2006 begann Petermann das Studium International Management, ein Bachelor-Studiengang an der Hochschule Ansbach, der speziell für Spitzensportler konzipiert wurde. Im November 2015 gab er seine Sportinvalidität bekannt und beendete seine aktive Spielerkarriere.

### International
2001 debütierte Petermann in einer DEB-Auswahl, als er bei der U-18-Weltmeisterschaft sein Land vertrat. Außerdem spielte der Verteidiger bei der U-18-WM ein Jahr später sowie bei den Junioren-Titelkämpfen 2003 und 2004 für Deutschland. In der A-Nationalmannschaft gehörte der Linksschütze ab 2004 zum erweiterten Kader und bestritt neben zahlreichen Deutschland-Cups die Weltmeisterschaft der Herren 2003 in Moskau sowie die Olympiaqualifikation 2013.

## Erfolge und Auszeichnungen
- 2004 DEL-Rookie des Jahres
- 2006 Teilnahme am DEL All-Star Game
- 2007 Deutscher Meister mit den Adler Mannheim

## Karrierestatistik
(Legende zur Spielerstatistik: Sp oder GP = absolvierte Spiele; T oder G = erzielte Tore; V oder A = erzielte Assists; Pkt oder Pts = erzielte Scorerpunkte; SM oder PIM = erhaltene Strafminuten; +/− = Plus/Minus-Bilanz; PP = erzielte Überzahltore; SH = erzielte Unterzahltore; GW = erzielte Siegtore; 1 Play-downs/Relegation; Kursiv: Statistik nicht vollständig)